# Гендерне маркування в назвах посад
Назва роботи відповідно до статі — це назва роботи, яка також вказує або передбачає стать людини, яка виконує цю роботу. Наприклад, англійською мовою з назви посади stewardess (стюардеса) випливає, що особа жіночої статі. Гендерно нейтральна назва роботи, з іншого боку, це та, яка не визначає і не передбачає гендер, наприклад, firefighter (пожежник) або lawyer (юрист). У деяких випадках може бути дискусійним питання про те, чи є назва гендерно специфічною; наприклад, chairman (голова), мабуть, позначає чоловіка (через закінчення -man), але назва також застосовується іноді до жінок.
Прихильники нейтральних за гендерною ознакою формулювань зазвичай виступають за використання нейтральних за гендерною ознакою назв посад, особливо в тих випадках, коли стать відповідної особи невідома або не вказана. Наприклад, вони віддають перевагу назві flight attendant (бортпровідник) ніж stewardess (стюардеса) або steward (стюард), і police officer (офіцер поліції) ніж policeman (поліцейський) або policewoman (жінка-поліцейський). У деяких випадках це може включати засудження використання деяких специфічно жіночих назв (таких як authoress (письменниця)), заохочуючи таким чином використання відповідної немаркованої форми (наприклад, author (автор)) в якості повністю нейтральної за гендерною ознакою назви.
Вищесказане стосується гендерного нейтралітету в англійській та деяких інших мовах без граматичного роду (де граматичний рід є особливістю граматики мови, яка вимагає, щоб кожен іменник був поміщений в один з декількох класів, часто включаючи жіночий і чоловічий рід). У мовах з граматичним родом ситуація змінюється через те, що іменники, які позначають людей, часто обмежені за своєю природою чоловічим або жіночим родом, і створення дійсно гендерно нейтральних назв може виявитися неможливим. У таких випадках прихильники гендерно-нейтральної мови можуть замість цього зосередитися на забезпеченні того, щоб жіночі та чоловічі слова існували для кожної назви роботи і щоб до них ставилися рівноправно.

## Приклади
Суфікс -man мав значення «людина» у давньоанглійській мові, але в сучасній англійській мові він переважно позначає чоловічий рід. Таким чином, назви посад, що включають цей суфікс, такі як fireman (пожежник), salesman (продавець) і alderman (старійшина), як правило, мають на увазі, що виконавцем є чоловік. Хоча деякі з цих назв посад мають жіночі варіанти (наприклад, alderwoman (старійшина)), інші не мають, оскільки традиційно відповідні посади не займали жінки. Для більшості таких назв зараз існують і гендерно нейтральні еквіваленти, такі як police officer (офіцер поліції) (для policeman (поліцейський) або policewoman (жінка-поліцейський)), salesperson (продавець) або sales representative (продавець) (для salesman (продавець) або saleswoman (продавець жінка)) тощо. Однак деякі запропоновані гендерно-нейтральні терміни не досягли такого загального вживання (як у випадку з fisher (риболов) як альтернатива для fisherman (риболов)). Військові чини з суфіксом -man зазвичай залишаються незмінними при застосуванні до жінок: наприклад, жінка, яка працює на Інженерній ремонтно-відновлювальній службі, може бути відома як Craftsman (Майстер) Аткінс.

Досліджуючи корпус журналу TIME (тексти від 1920-х до 2000-х років), дослідниця Марія Бовін виявила:
Використання нейтрального терміна fire fighter (пожежник) зросло, починаючи з 1980-х. У 1990-ті роки частота вживання була нижчою, але також можна помітити серед прикладів всіх термінів, що загальна згадка професіоналів у цій галузі роботи була менш частою в цьому десятилітті. Крім того, примітно, що назва firewoman (пожежник жінка) не існує. У випадку з policewoman (жінка-поліцейський) частота використання є дуже низькою протягом усіх досліджених десятиліть, але принаймні існують деякі випадки використання цього терміна. З іншого боку, термін firewoman (пожежник жінка) ніколи не використовувався в журналі. 
У випадку з chairman (голова), існують гендерно нейтральні альтернативи (такі як chair (голова) і chairperson (голова)), хоча в деяких контекстах слово chairman (голова) використовується навіть там, де воно позначає (або могло б позначати) жінку.
Жіночі терміни, такі як actress (актриса), usherette (білетерка) і comedienne (комедійна актриса) маркуються стосовно чоловічого роду (actor (актор), usher (білетер), comedian (комік)) як формально (тобто щось додається до чоловічої форми), так і в тому сенсі, що тільки чоловіча форма може використовуватися узагальнено для опису змішаної гендерної групи людей. Це означає, що «чоловіча» форма може фактично служити гендерно-нейтральним терміном (рішення, яке часто підтримують прихильники гендерно-нейтральної мови, які, таким чином, мають тенденцію до знецінення або обмеження використання специфічно жіночих форм). Деякі такі жіночі форми, як poetess (поетеса) і authoress (письменниця), тепер використовуються рідко. Інші, такі як actress (актриса), залишаються поширеними, хоча все більше жінок називають себе actors (акторами) а не actresses (актрисами), особливо в справжньому театрі, на сцені. Гільдія кіноакторів щорічно вручає премії «Best Male Actor» (Найкраща чоловіча роль) та «Best Female Actor» (Найкраща жіноча роль).
Термін waiter (офіціант) схоже, зберігає чоловічу специфіку (з waitress(офіціантка) як відповідним жіночим терміном). Тому були запропоновані інші гендерно нейтральні терміни, такі як server (офіціант) (альтернативні варіанти включають waitron (офіціант), waitstaff (офіціант) або waitperson (офіціант)), хоча вони рідко використовуються за межами Північної Америки.
Термін midwife (акушерка) зовнішньо виглядає жіночно (оскільки закінчується на -wife), але він використовується для будь-якої статі. Назва походить від давньоанглійського терміна, що означає «with the woman» (з жінкою).
При вивченні «найменувань, пов'язаних з бізнесом» у журналі TIME, таких як businessman (бізнесмен) та business people (ділові люди), було виявлено, що «загальне використання цих термінів, здається, зменшилося з 1960-х»: коли «дивлячись конкретно на різницю між гендерно маркованими титулами і гендерно нейтральними, businessperson(s) (підприємець) та businesspeople (ділові люди), спостерігається зростання використання нейтральних businesspeople (ділові люди) (якщо всі варіанти правопису включені). Тим не менш, це невелике збільшення, і оскільки воно використовується для позначення групи людей, а не окремої людини, його доречність може бути сумнівною. Помітним є той факт, що термін businessperson (підприємець) надзвичайно рідко зустрічається і з'являється лише через три десятиліття. Термін businesswoman (ділова жінка) можливо знову зростає між 1980-ми та 2000-х роками, після зменшення використання в попередні п'ятдесят років. Він має найвищу частоту використання у 1920-х роках.»
Вважається, що слово master (майстер) походить з «пізньої давньоанглійської мови»: «людина, яка має контроль чи повноваження; вчитель чи репетитор», з латини magister (п.), зіставний прикметник  («той, хто більший»), що означає «начальник, керівник, директор, вчитель» та з джерела старофранцузької мови maistre, французькою maître, іспанською та італійською maestro, португальською mestre, голландською meester, німецькою Meister.
«Garner's Usage Tip of the Day» стверджує, що відносно «layman; layperson; lay person (дилетант)» термін «layman» (дилетант) є найпоширенішим і зазвичай вважається бездоганним — щодо представників обох статей, звичайно."

## Дебати
Перехід на нейтральні з гендерної точки зору назви посад може бути спірним. Ця дискусія відображає дебати щодо гендерної нейтральної мови загалом.
Протягом XIX століття спроби перекласти правила латинських граматик на англійську вимагали використання жіночого закінчення в іменниках, що закінчуються на -or. Це породило слова на кшталт doctress (лікарка) і professoress (професорка) і навіть lawyeress (адвокатеса), які всі вийшли з ужитку; хоча waitress (офіціантка), stewardess (стюардеса), і actress (актриса) вживаються на сьогодні.
Вживання терміна chairman (голова) залишається поширеним у переважно чоловічих верствах суспільства, але назви chairperson (голова) або chair (голова) нині широко поширені в суспільстві в цілому, принаймні в США, Канаді і все частіше у Великій Британії. Наприклад, ради директорів більшості компаній зі списку Fortune 500 в США очолює «chairman» (голова), а також переважна більшість компаній (FTSE 100) у Великій Британії мають «chairman» (голова), в той час як комітети в Палаті представників Сполучених Штатів очолюються «chair» (голова), починаючи з 2009 року. Оскільки більшість з них, однак, чоловіки, більш коректний опис поточної мовної ситуації має бути розглянуто в організаціях, головою яких є жінка. Менше половини членів комісії з використання American Heritage Dictionary згодні з використанням слова chairman (голова) при описі жінки.
Деякі посібники із використання, такі як The Cambridge Guide to English Usage, виступають за гендерно нейтральну мову в тих випадках, коли передбачається включення всіх статей. Наприклад, бізнес компанії можуть оголосити, що вони шукають нового chair (голова) або chairperson (голова), а не chairman (голова). Гендерно нейтральна мова забороняє використання терміна chairman (голова), на тій підставі, що деякі читачі припустили б, що жінки і представники інших статей не мають права відповідати на оголошення, яке використовує це слово.

## Загальноприйняті умовні позначення
Прихильники нейтральних з гендерної точки зору назв посад вважають, що такі назви слід використовувати, особливо коли мова йде про гіпотетичних осіб. Наприклад, firefighter (пожежник) замість fireman (пожежник); mail carrier (листоноша), letter carrier (листоноша), або post worker (поштар) а не mailman (листоноша); flight attendant (бортпровідник) замість steward (стюард) або stewardess (стюардеса); bartender (бармен) замість barman (бармен) або barmaid (барменша). У тих рідкісних випадках, коли немає корисної гендерно-нейтральної альтернативи, вони вважають, що слід використовувати як чоловічі, так і жіночі терміни.
Прихильники нейтральної за гендерною ознакою мови виступають за використання нейтральної форми, коли/де це доречно. Наприклад, компанія може прагнути заповнити вакансію і найняти нового chairperson (голову). Оскільки статевий індивід нині не займає цю посаду, його назва повертається до нейтральної форми. Після того, як ця посада буде заповнена, багато прихильників вважають, що гендер може бути прикріплений до титулу за необхідності (chairman або chairwoman).
Іноді це формулювання може призвести до непослідовного гендерного використання, в якому жінки стають chairpersons (головами), а чоловіки залишаються chairmen (головами). Деякі жінки вважають за краще використовувати слово chairman (голова) замість chairwoman (голова жінка), підпорядковуючись стилю в якому мадам або містер приставляє титул, який вони сприймають як гендерно-нейтральний сам по собі. Зокрема, в наукових закладах слово Chair часто використовується для позначення особи, обраної для нагляду порядку денного на засіданнях організованої групи.
Принцип гендерно-нейтральної мови диктує, що назв посад, які додають суфікси, щоб зробити їх жіночими, слід уникати. Наприклад, «usher» (білетер), а не «usherette» (білетерка); «comedian» (комік), а не «comedienne» (комедійна актриса). Деякі з них зараз майже повністю застаріли, наприклад, sculptress (скульптор), poetess (поетеса) та aviatrix (льотчиця). Якщо стать має значення, то замість «lady» (леді) слід використовувати слова woman (жінка) або female (жінка) («my grandmother was the first female doctor in the province» (моя бабуся була першою жінкою-лікарем у провінції)), за винятком випадків, коли чоловічим словом є «lord» (лорд) (як в «landlady» (домовласниця)). У випадку landlord (домовласник) або landlady (домовласниця), можливо, краще знайти еквівалентний титул з тим же значенням, наприклад proprietor (власник) або lessor (орендодавець). Однак, коли жінка перебуває в офісі «the Gentleman Usher of the Black Rod», вона змінюється на «the Lady Usher of the Black Rod» в Канаді.
Консультанти з несексуального використання засуджують такі терміни, як «male nurse» (санітар), «female doctor» (лікарка), «male model» (модель чоловік) або «female judge» (суддя жінка), оскільки такі терміни часто використовуються, коли стать не має значення. Ці радники стверджують, що заява про виключення підсилює шкідливі припущення щодо статі людей цих професій.